# Dieter Brock
Ralph Dieter Brock (Birmingham, 12 febbraio 1951) è un ex giocatore di football americano statunitense che ha giocato nel ruolo di quarterback nella National Football League (NFL) e nella Canadian Football League (CFL). Al college giocò a football alla Auburn University e alla Jacksonville State University.

## Carriera professionistica
Dopo essersi laureato, Brock firmò un contratto di un anno coi Winnipeg Blue Bombers di cui venne nominato quarterback titolare nel 1975. Soprannominato "The Birmingham Rifle", Brock è l'unico giocatore dei Blue Bombers ad essere stato nominato per due volte consecutive MVP della lega, nel 1980 e nel 1981. Nel 1981, Brock superò il record di Sam Etcheverry del 1956 di 4.723 yard passate, portandolo a 4.796 yard.
Nel 1983, Brock fu scambiato con gli Hamilton Tiger-Cats per il quarterback Tom Clements. Questo scambio condusse a un'attesa Grey Cup nel 1984, in cui Tiger-Cats e Blue Bombers si sfidarono in dinale. I Tiger-Cat di Brock furono sconfitti dai Blue Bombers di Clements così la illustre carriera nel football canadese di Dieter si concluse senza la vittoria di alcuna Grey Cup. Nel 1985, Brock giocò per i Los Angeles Rams prima di ritirarsi dal football. Tecnicamente un rookie durante la sua unica stagione coi Rams, Brock guidò la squadra fino alla finale della National Football Conference persa contro i Chicago Bears futuri vincitori del Super Bowl XX, stabilendo i record di franchigia per yard passate (2,658), passaggi da touchdown (16) e passer rating (81.8) (la maggior parte di questi record sono stati in seguito superati).
Brock detiene ancora il record di franchigia dei Blue Bombers per yard passate in carriera con 29.623. Nel 2005 fu inserito tra i 20 migliori giocatori di tutti i tempi della franchigia. Fu inserito nella Canadian Football Hall of Fame nel 1995.

## Palmarès
- MVP della CFL: 2

1980, 1981
- CFL All-Star: 2

1980, 1981
- PFWA All-Rookie Team - 1985
- Canadian Football Hall of Fame (classe del 1995)

## Statistiche
NFL
| Yard lanciate     | 2.658 |
| Touchdown         | 16    |
| Intercetti subiti | 13    |
| Passer rating     | 82,0  |